# لو يي (كاتب)
لو يي (بالصينية: 娄烨) (و. 1965  م) هو مخرج أفلام، وكاتب سيناريو صيني، ولد في شانغهاي.

## التعليم
تعلم في Beijing Film Academy ‏.

## جوائز
حصل على جوائز منها:
- China Film Director's Guild Award for Best Director ‏، عن عمل: Blind Massage [الإنجليزية]‏.

## وصلات خارجية
- لو يي على موقع IMDb (الإنجليزية)
- لو يي على موقع ألو سيني (الفرنسية)
- لو يي على موقع أول موفي (الإنجليزية)
- لو يي على موقع قاعدة بيانات الفيلم (الإنجليزية)
- لو يي على موقع كينوبويسك (الروسية)